# Marc de predicció de memòria
El marc de predicció de la memòria és una teoria de la funció cerebral creada per Jeff Hawkins i descrita al seu llibre On Intelligence del 2004. Aquesta teoria tracta del paper del neocòrtex dels mamífers i les seves associacions amb l'hipocamp i el tàlem en la correspondència de les entrades sensorials amb els patrons de memòria emmagatzemats i com aquest procés condueix a prediccions del que passarà en el futur.

## Visió general
La teoria està motivada per les similituds observades entre les estructures cerebrals (especialment el teixit neocortical) que s'utilitzen per a una àmplia gamma de comportaments disponibles per als mamífers. La teoria postula que la disposició física notablement uniforme del teixit cortical reflecteix un únic principi o algoritme que subjau a tot el processament de la informació cortical. Es planteja la hipòtesi que el principi bàsic del processament és un bucle de retroalimentació/record que implica la participació tant cortical com extracortical (aquesta última del tàlem i l'hipocamp en particular).

## La teoria bàsica: reconeixement i predicció en jerarquies bidireccionals
El concepte central del marc de predicció de memòria és que les entrades de baix a dalt es combinen en una jerarquia de reconeixement i evoquen una sèrie d'expectatives de dalt a baix codificades com a potenciacions. Aquestes expectatives interactuen amb els senyals ascendents per analitzar aquestes entrades i generar prediccions de les entrades esperades posteriors. Cada nivell jeràrquic recorda les seqüències temporals observades amb freqüència de patrons d'entrada i genera etiquetes o "noms" per a aquestes seqüències. Quan una seqüència d'entrada coincideix amb una seqüència memoritzada en un nivell determinat de la jerarquia, una etiqueta o "nom" es propaga amunt per la jerarquia, eliminant així els detalls als nivells superiors i permetent-los aprendre seqüències d'ordre superior. Aquest procés produeix una invariància augmentada a nivells més alts. Els nivells superiors prediuen les entrades futures fent coincidir seqüències parcials i projectant les seves expectatives als nivells inferiors. Tanmateix, quan es produeix una discrepància entre l'entrada i les seqüències memoritzades/predigudes, es propaga cap amunt una representació més completa. Això fa que s'activin "interpretacions" alternatives a nivells superiors, cosa que al seu torn genera altres prediccions a nivells inferiors.
Considerem, per exemple, el procés de la visió. La informació ascendent comença com a senyals retinians de baix nivell (que indiquen la presència d'elements visuals simples i contrastos). A nivells superiors de la jerarquia, s'extreu informació cada cop més significativa sobre la presència de línies, regions, moviments, etc. Encara més amunt en la jerarquia, l'activitat correspon a la presència d'objectes específics i, després, als comportaments d'aquests objectes. La informació de dalt a baix omple els detalls sobre els objectes reconeguts i també sobre el seu comportament esperat a mesura que avança el temps.
La jerarquia sensorial indueix diverses diferències entre els diversos nivells. A mesura que s'ascendeix en la jerarquia, les representacions han augmentat:
- Extensió: per exemple, àrees més grans del camp visual o regions tàctils més extenses.
- Estabilitat temporal: les entitats de nivell inferior canvien ràpidament, mentre que les percepcions de nivell superior tendeixen a ser més estables.
- Abstracció: mitjançant el procés d'extracció successiva de característiques invariants, es reconeixen entitats cada cop més abstractes.

La relació entre el processament sensorial i motor és un aspecte important de la teoria bàsica. Es proposa que les àrees motores del còrtex consten d'una jerarquia conductual similar a la jerarquia sensorial, amb els nivells més baixos que consisteixen en ordres motores explícites a la musculatura i els nivells més alts corresponents a prescripcions abstractes (per exemple, "canviar la mida del navegador"). Les jerarquies sensorials i motores estan estretament lligades, i el comportament dóna lloc a expectatives sensorials i les percepcions sensorials impulsen els processos motors.
Finalment, és important tenir en compte que totes les memòries de la jerarquia cortical s'han d'aprendre; aquesta informació no està preconfigurada al cervell. Per tant, el procés d'extreure aquesta representació del flux d'entrades i comportaments es teoritza com un procés que succeeix contínuament durant la cognició.
És a dir, el propòsit evolutiu del cervell és predir el futur, certament de maneres limitades, per tal de canviar-lo.

## Implementació neurofisiològica
Es teoritza que les jerarquies descrites anteriorment es produeixen principalment en el neocòrtex dels mamífers. En particular, se suposa que el neocòrtex consta d'un gran nombre de columnes (com també va conjecturar Vernon Benjamin Mountcastle a partir de consideracions anatòmiques i teòriques). Cada columna està sintonitzada amb una característica particular en un nivell determinat de la jerarquia. Rep entrades de baix a dalt dels nivells inferiors i entrades de dalt a baix dels nivells superiors. (Altres columnes al mateix nivell també alimenten una columna determinada i serveixen principalment per inhibir les representacions exclusives d'activació.) Quan es reconeix una entrada, és a dir, quan s'obté una concordança acceptable entre les fonts de baix a dalt i de dalt a baix, una columna genera sortides que al seu torn es propaguen als nivells inferiors i superiors.

### Còrtex
Aquests processos es corresponen bé amb capes específiques dins de l'escorça dels mamífers. (No s'han de confondre les capes corticals amb els diferents nivells de la jerarquia de processament: totes les capes d'una sola columna participen com un sol element en un únic nivell jeràrquic). L'entrada ascendent arriba a la capa 4 (L4), des d'on es propaga a L2 i L3 per al reconeixement del contingut invariant. L'activació de dalt a baix arriba a L2 i L3 a través de L1 (la capa principalment axonal que distribueix l'activació localment a través de les columnes). L2 i L3 comparen informació de baix a dalt i de dalt a baix, i generen els "noms" invariants quan s'aconsegueix una coincidència suficient, o els senyals més variables que es produeixen quan això falla. Aquests senyals es propaguen cap amunt per la jerarquia (via L5) i també cap avall (via L6 i L1).

### Tàlem
Per tenir en compte l'emmagatzematge i el reconeixement de seqüències de patrons, es suggereix una combinació de dos processos. El tàlem inespecífic actua com una "línia de retard", és a dir, L5 activa aquesta àrea del cervell, que reactiva L1 després d'un lleuger retard. Així, la sortida d'una columna genera activitat L1, que coincidirà amb l'entrada d'una columna que és temporalment posterior dins d'una seqüència. Aquesta ordenació temporal opera conjuntament amb la identificació de nivell superior de la seqüència, que no canvia en el temps; per tant, l'activació de la representació de la seqüència fa que els components de nivell inferior es prediguin un darrere l'altre. (A més d'aquest paper en la seqüenciació, el tàlem també és actiu com a estació sensorial; aquestes funcions aparentment impliquen diferents regions d'aquesta estructura anatòmicament no uniforme.)

### Hipocamp
Una altra estructura cerebral anatòmicament diversa que es planteja com a important en la cognició jeràrquica és l'hipocamp. És ben sabut que el dany a tots dos hipocamps perjudica la formació de la memòria declarativa a llarg termini; els individus amb aquest dany són incapaços de formar nous records de naturalesa episòdica, tot i que poden recordar records anteriors sense dificultats i també poden aprendre noves habilitats. En la teoria actual, els hipocamps es consideren el nivell superior de la jerarquia cortical; estan especialitzats per retenir records d'esdeveniments que es propaguen fins al cim. Com que aquests esdeveniments encaixen en patrons predictibles, esdevenen memoritzables a nivells inferiors de la jerarquia. (Aquest moviment de records cap avall en la jerarquia és, dit sigui de passada, una predicció general de la teoria.) Així, els hipocamps memoritzen contínuament esdeveniments "inesperats" (és a dir, aquells que no es preveuen a nivells inferiors); si es fan malbé, tot el procés de memorització a través de la jerarquia es veu compromès.
El 2016, Hawkins va plantejar la hipòtesi que les columnes corticals no només capturaven una sensació, sinó també la ubicació relativa d'aquesta sensació, en tres dimensions en lloc de dues (captura situada), en relació amb el que hi havia al seu voltant. «Quan el cervell construeix un model del món, tot té una ubicació en relació amb tot el demés»  —Jeff Hawkins.
Algunes investigacions neurocientífiques amb animals donen suport a la idea que l'hipocamp integra nova informació amb records existents per formar models predictius. Aquest procés permet una resolució de problemes i una adaptació a noves tasques més eficients.

## Èxits explicatius i prediccions
El marc de predicció de la memòria explica diversos aspectes psicològicament destacats de la cognició. Per exemple, la capacitat dels experts en qualsevol camp d'analitzar i recordar sense esforç problemes complexos dins del seu camp és una conseqüència natural de la seva formació de jerarquies conceptuals cada cop més refinades. A més, la processó de la " percepció " a la " comprensió " és fàcilment comprensible com a resultat de la coincidència de les expectatives de dalt a baix i de baix a dalt. Els desajustos, en canvi, generen l'exquisida capacitat de la cognició biològica per detectar percepcions i situacions inesperades. (Les deficiències en aquest sentit són una característica comuna dels enfocaments actuals de la intel·ligència artificial.)
A més d'aquestes explicacions subjectivament satisfactòries, el marc també fa diverses prediccions comprovables. Per exemple, el paper important que juga la predicció al llarg de les jerarquies sensorials requereix activitat neuronal anticipatòria en certes cèl·lules de l'escorça sensorial. A més, les cel·les que "anomenen" certs invariants haurien de romandre actives durant la presència d'aquests invariants, fins i tot si les entrades subjacents canvien. Els patrons predits d'activitat de baix a dalt i de dalt a baix (sent els primers més complexos quan no es compleixen les expectatives) poden ser detectables, per exemple, mitjançant ressonància magnètica funcional (fMRI).
Tot i que aquestes prediccions no són gaire específiques de la teoria proposada, són prou inequívoques per fer possible la verificació o el rebuig dels seus principis centrals. Vegeu On Intelligence per obtenir més informació sobre les prediccions i les conclusions.

## Contribució i limitacions
Dissenyada per a aquest propòsit, la teoria actual es basa en el treball de nombrosos neurobiòlegs, i es pot argumentar que la majoria d'aquestes idees ja han estat proposades per investigadors com Grossberg i Mountcastle. D'altra banda, la nova separació del mecanisme conceptual (és a dir, el processament bidireccional i el reconeixement invariant) dels detalls biològics (és a dir, les capes, columnes i estructures neuronals) estableix les bases per al pensament abstracte sobre una àmplia gamma de processos cognitius.
La limitació més important d'aquesta teoria és la seva manca de detalls. Per exemple, el concepte d'invariància juga un paper crucial; Hawkins postula " anomenar cel·les " per a almenys alguns d'aquests invariants. (Vegeu també Conjunt neuronal#Codificació per a les neurones àvia que realitzen aquest tipus de funció, i les neurones mirall per a un punt de vista del sistema somatosensorial.) Però no és gens obvi com desenvolupar una definició matemàticament rigorosa, que porti la càrrega conceptual necessària a través dels dominis presentats per Hawkins. De la mateixa manera, una teoria completa requerirà detalls creïbles tant sobre la dinàmica a curt termini com sobre els processos d'aprenentatge que permetran a les capes corticals comportar-se tal com s'ha anunciat.

## Models d'aprenentatge automàtic
La teoria de la predicció de la memòria afirma que totes les regions del neocòrtex utilitzen un algoritme comú. La teoria ha donat lloc a diversos models de programari que tenen com a objectiu simular aquest algorisme comú utilitzant una estructura de memòria jeràrquica. L'any de la llista següent indica quan es va actualitzar el model per última vegada.

### Models basats en xarxes bayesianes
Els models següents utilitzen la propagació o la revisió de creences en xarxes bayesianes connectades individualment.
- Memòria Temporal Jeràrquica (HTM), un model, una plataforma de desenvolupament relacionada i codi font de Numenta, Inc. (2008).
- HtmLib[Enllaç no actiu], una implementació alternativa dels algoritmes HTM de Greg Kochaniak amb diverses modificacions per millorar la precisió i la velocitat del reconeixement (2008).
- Projecte Neocortex, un projecte de codi obert per modelar un marc de predicció de memòria (2008).
  - Pàgina de recerca de Saulius Garalevicius, articles i programes de recerca que presenten resultats experimentals amb un model del marc de predicció de memòria, una base per al projecte Neocortex (2007).
- Un article que descrivia un model bayesià anterior a l'HTM del cofundador de Numenta. Aquest és el primer model de marc de predicció de memòria que utilitza xarxes bayesianes i tots els models anteriors es basen en aquestes idees inicials. El codi font de Matlab d'aquest model ha estat disponible gratuïtament per a la seva descàrrega durant diversos anys.

### Altres models
- Implementació de MPF, un article de Saulius Garalevicius que descriu un mètode de classificació i predicció en un model que emmagatzema seqüències temporals i utilitza aprenentatge no supervisat (2005).
- M5, una màquina de patrons per a Palm OS que emmagatzema seqüències de patrons i recupera els patrons rellevants per al seu entorn actual (2007).
- BrainGame, classe predictora de codi obert que aprèn patrons i es pot vincular a altres predictors (2005).